# Phytodietus laticarinatus
Phytodietus laticarinatus är en stekelart som beskrevs av He och Chen 1996. Phytodietus laticarinatus ingår i släktet Phytodietus och familjen brokparasitsteklar. Inga underarter finns listade i Catalogue of Life.